# ЖНБЛ в сезоне 2009/2010
Сезон ЖНБЛ 2009/2010 — 30-й сезон женской национальной баскетбольной лиги (ЖНБЛ), по окончании которого чемпионом, в седьмой раз, стала команда «Канберра Кэпиталз».
В регулярном чемпионате приняло участие десять клубов, столько же сколько и в прошлом. Он стартовал 2 октября матчем между командами «Бендиго Спирит» и «Данденонг Рейнджерс», в котором «Спирит» обыграли соперника со счётом 70:55. Регулярный чемпионат в этом сезоне завершился 13 февраля, MVP которого была признана защитник команды «Бендиго Спирит» Кристи Харроуэр. Наставник команды «Буллин Бумерс», Том Мар, был признан тренером года, Тайла Робертс из команды «Австралийского института спорта» — новичком года. Официально сезон 2009/2010 годов завершился 6 марта, когда клуб «Канберра Кэпиталз» обыграл в финальной встрече команду «Буллин Бумерс» со счётом 75:70, а MVP финала была признана центровая «Кэпиталз» Лорен Джексон.

## Регулярный чемпионат
И = Игр, В = Выигрышей, П = Поражений, П% = Процент выигранных матчей
| Регулярный сезон |                               |    |    |    |      |
| #                | Команда                       | И  | В  | П  | П%   |
| 1                | Буллин Бумерс                 | 22 | 21 | 1  | 95,5 |
| 2                | Сидней Юни Флэймз             | 22 | 17 | 5  | 77,3 |
| 3                | Канберра Кэпиталз             | 22 | 16 | 6  | 72,7 |
| 4                | Таунсвилл Файр                | 22 | 14 | 8  | 63,6 |
| 5                | Бендиго Спирит                | 22 | 13 | 9  | 59,1 |
| 6                | Аделаида Лайтнинг             | 22 | 13 | 9  | 59,1 |
| 7                | Данденонг Рейнджерс           | 22 | 7  | 15 | 31,8 |
| 8                | Логан Тандер                  | 22 | 6  | 16 | 27,3 |
| 9                | Перт Линкс                    | 22 | 2  | 20 | 9,1  |
| 10               | Австралийский институт спорта | 22 | 1  | 21 | 4,5  |

## Финалы
Перед началом полуфинальных матчей клубы, занявшие в турнирной таблице четвёртое и пятое места, разыграли в так называемом финале устранения последнюю путёвку в финальные игры сезона, в котором 17 февраля команда «Таунсвилл Файр» переиграла клуб «Бендиго Спирит» со счётом 84:73.
| Полуфиналы      | Полуфиналы        | Полуфиналы |  |          | Предварительный финал | Предварительный финал    | Предварительный финал    |                          |                           | Большой финал             | Большой финал             | Большой финал |
| --------------- | ----------------- | ---------- |  | -------- | --------------------- | ------------------------ | ------------------------ | ------------------------ | ------------------------- | ------------------------- | ------------------------- | ------------- |
|                 |                   |            |  |          |                       |                          |                          |                          |                           |                           |                           |               |
| 20 февраля 2010 |                   |            |  |          |                       |                          |                          |                          |                           |                           |                           |               |
| 1               | Буллин Бумерс     | 72         |  |          |                       |                          |                          |                          |                           |                           |                           |               |
| 2               | Сидней Юни Флэймз | 55         |  |          |                       |                          |                          |                          |                           |                           |                           |               |
|                 |                   |            |  |          | 27 февраля 2010       | 27 февраля 2010          | 27 февраля 2010          |                          | 6 марта 2010              | 6 марта 2010              |                           |               |
|                 |                   |            |  |          | 2                     | Сидней Юни Флэймз        | 56                       |                          | 1                         | Буллин Бумерс             | 70                        |               |
|                 |                   |            |  |          | 3                     | Канберра Кэпиталз        | 61                       |                          |                           | 3                         | Канберра Кэпиталз         | 75            |
| 21 февраля 2010 |                   |            |  |          |                       |                          |                          |                          |                           |                           |                           |               |
| 3               | Канберра Кэпиталз | 70         |  |          |                       |                          |                          |                          |                           |                           |                           |               |
| 4               | Таунсвилл Файр    | 39         |  | Легенда: | Легенда:              | Посев победившей команды | Посев победившей команды | Посев победившей команды | Посев проигравшей команды | Посев проигравшей команды | Посев проигравшей команды |               |

## Лидеры сезона по средним показателям за игру
| Показатель                       | Игрок           | Команда           | Всего   | Игры | В среднем |
| -------------------------------- | --------------- | ----------------- | ------- | ---- | --------- |
| Очков в среднем за игру          | Сьюзи Баткович  | Сидней Юни Флэймз | 491     | 20   | 24,6      |
| Подборов в среднем за игру       | Лиз Кэмбидж     | Буллин Бумерс     | 211     | 22   | 9,6       |
| Передач в среднем за игру        | Кристи Харроуэр | Бендиго Спирит    | 110     | 22   | 5,0       |
| Перехватов в среднем за игру     | Кристен Вил     | Логан Тандер      | 46      | 21   | 2,2       |
| Блок-шотов в среднем за игру     | Марианна Толо   | Канберра Кэпиталз | 66      | 22   | 3,0       |
| Процент точных бросков с игры    | Лиз Кэмбидж     | Буллин Бумерс     | 169/286 | 22   | 59,1      |
| Процент точных 3-очковых бросков | Сара Грэм       | Логан Тандер      | 29/71   | 18   | 40,8      |
| Процент точных штрафных бросков  | Рохани Кокс     | Таунсвилл Файр    | 60/69   | 11   | 87,0      |

## Награды по итогом сезона
- Самый ценный игрок женской НБЛ: Кристи Харроуэр, Бендиго Спирит
- Самый ценный игрок финала женской НБЛ: Лорен Джексон, Канберра Кэпиталз
- Новичок года женской НБЛ: Тайла Робертс, Австралийский институт спорта
- Лучший оборонительный игрок женской НБЛ: Рейчел Флэнаган, Таунсвилл Файр
- Лучший снайпер женской НБЛ: Сьюзи Баткович, Сидней Юни Флэймз
- Тренер года женской НБЛ: Том Мар, Буллин Бумерс

- Сборная всех звёзд женской НБЛ:
  - З Кристи Харроуэр (Бендиго Спирит)
  - З Деанна Смит (Сидней Юни Флэймз)
  - Ф Дженна О’Хей (Буллин Бумерс)
  - Ц Сьюзи Баткович (Сидней Юни Флэймз)
  - Ц Лиз Кэмбидж (Буллин Бумерс)